# Peter Sahlin
Peter Sahlin, född 27 juli 1874 i Borgvattnet i Jämtlands län, död 20 oktober 1966 i Stockholm, var en svensk målare och fotograf.

## Biografi
Sahlin vistades i sin ungdom tjugo år i Stockholm där han utbildade sig till fotograf och hantverksmålare och på äldre dar återvände han till Stockholm för att studera vid Tekniska skolans aftonkurser. I början av 1920-talet bosatte han sig i Åre där han arbetade som fotograf och på sin fritid målade han tavlor. Omkring 1938 började han mer och mer etablera sig som konstnär och ställde ut separat första gången i Sundsvall 1944 därefter följde separatutställningar i bland annat Örebro, ÅetÅ-centralen och på Konstsalong Rålambshof i Stockholm. Hans konst består av stilleben och landskapsmotiv från Jämtland. Sahlin finns representerad vid Nationalmuseum i Stockholm.
Sahlin var son till nämndemannen Salomon Peter Sahlin och Brita Lundin samt gift första gången med Mina Jakobsson och andra gången med Elise Wikstedt. Han var far till Paul Sahlin, Margareta Christensson, Batte Sahlin och Urban Sahlin och farfar till Jesper Nordin. Sahlin var sonsons son till kyrkobyggaren Pål Persson i Stugun och därmed del av Stugusläkten.